# Instytut Filologii Wschodniosłowiańskiej Uniwersytetu Jagiellońskiego
Instytut Filologii Wschodniosłowiańskiej Uniwersytetu Jagiellońskiego (IFWsch UJ lub IFW UJ) – jednostka naukowo-dydaktyczna na Wydziale Filologicznym UJ.    

## Historia

### XIX–XX w. do II wojny światowej
Powojenne dzieje samodzielnej wschodnioslawistycznej jednostki naukowo-dydaktycznej na UJ rozpoczynają się w 1948 roku, choć jej tradycje sięgają pierwszej ćwierci XIX wieku.
Lektorat języka rosyjskiego uruchomiono na UJ w roku akademickim 1817/1818. Od roku 1825 wykładano tu historię literatury rosyjskiej. Początki ukrainistyki związane są z działalnością Lucjana Malinowskiego, który w roku akad. 1886/1887 ogłosił wykłady z gramatyki porównawczej języka rosyjskiego i małoruskiego (ukraińskiego).  Wśród wykładowców, którzy w latach następnych podejmowali w swoich badaniach i działalności dydaktycznej problematykę wschodnioslawistyczną, byli uczeni tej miary, co: Józef Tretiak (w roku akad.  1892/1893 prowadził on pierwszy lektorat języka ukraińskiego), Marian Zdziechowski, Tadeusz Stanisław Grabowski, Ludwik Janowski, Bohdan Łepki, Jan Baudouin de Courtenay.
W roku 1925 z inicjatywy prof. Kazimierza Nitscha powołano na UJ interdyscyplinarne Studium Słowiańskie, w którego skład weszły także jednostki zajmujące się Słowiańszczyzną wschodnią: Katedra Języków Ruskich, którą objął prof. Iwan Ziłyński, Katedra Literatury Ruskiej (Ukraińskiej) z prof. Bohdanem Łepkim na czele oraz Katedra Literatury Rosyjskiej (od 1928), kierowana przez prof. Wacława Lednickiego. 

### Po II wojnie światowej
W roku akad. 1948/1949 na UJ, jako na drugiej uczelni w Polsce (po Uniwersytecie Wrocławskim), zaczęto kształcić filologów-rusycystów. W tym celu reaktywowana została Katedra Historii Literatury Rosyjskiej, której kierownikiem został prof. Wiktor Jakubowski; zajęcia z językoznawstwa realizowała Katedra Języków Ruskich, kierowana przez prof. Jana Janowa. W roku akad. 1953/1954 z połączenia obu jednostek powstała Katedra Filologii Rosyjskiej. Kolejna zmiana organizacyjna nastąpiła w 1969, kiedy Katedrę przemianowano na Instytut Filologii Rosyjskiej, obejmujący trzy zakłady: Literatury Rosyjskiej i Radzieckiej, Języka Rosyjskiego oraz Metodyki Nauczania Języka Rosyjskiego. W takiej postaci Instytut istniał 20 lat, by w 1989 otrzymać obecną nazwę; w roku następnym rozpoczęto w Instytucie kształcenie ukrainistów. 

## Związani z IFWsch UJ

### Kierownicy i dyrektorzy
- 1948–1967: prof. Wiktor Jakubowski (1896–1973)
- 1967–1969: prof. Halina Safarewiczowa (1904–1980)
- 1969–1979: prof. Ryszard Łużny (1927–1998)
- 1979–1981: doc. dr hab. Władysław Piotrowski (ur. 1931)
- 1981–1984: prof. Lucjan Suchanek (ur. 1937)
- 1984–1993: prof. Wiesław Witkowski (1927–2022)
- 1993–1999: prof. Lucjan Suchanek (ur. 1937)
- 1999–2005: prof. Grzegorz Przebinda (ur. 1959)
- 2005–2008: prof. Jerzy Kapuścik(inne języki) (ur. 1948)
- 2008–2012: prof. Grzegorz Przebinda (ur. 1959)
- 2012– maj 2014: prof. Adam Fałowski (ur. 1951)
- maj 2014– maj 2018: dr hab. Katarzyna Jastrzębska (ur. 1968)
- od czerwca 2018: (do sierpnia 2020 – p. o., od września 2020 – dyrektor) dr hab. Jakub Sadowski, prof. UJ (ur. 1977)[3]

### Inni
Pracownicy Instytutu to m.in.:
- dr hab. Helena Duć-Fajfer, prof. UJ (ur. 1960)
- dr hab. Katarzyna Jastrzębska, prof. UJ (ur. 1968)
- dr hab. Katarzyna Kotyńska (ur. 1973)
- dr hab. Józef Kuffel, prof. UJ (ur. 1965)
- prof. Władimir Miakiszew (ur. 1958)
- prof. Grzegorz Przebinda (ur. 1959)
- dr hab. Jakub Sadowski, prof. UJ (ur. 1977)
- prof. Anna Skotnicka (ur. 1956)
- dr hab. Dorota Szumska, prof. UJ (ur. 1963)
- dr hab. Kristina Vorontsova (ur. 1988)
- dr hab. Aleksander Wawrzyńczak (ur. 1974)

W różnych okresach absolwentami lub pracownikami Instytutu byli m.in.:
- prof. Aleksy Awdiejew (ur. 1940)
- prof. Adam Bezwiński (ur. 1941)
- dr hab. Elżbieta Biernat, prof. UG (ur. 1942)
- dr hab. Anna Bolek (ur. 1948)
- dr hab. Halina Chodurska, prof. UP im. KEN (ur. 1950)
- prof. Joachim Diec(inne języki) (ur. 1963)
- doc. dr hab. Andrzej Drawicz (1932–1997)
- prof. Katarzyna Duda (ur. 1965)
- dr hab. Andrzej Dudek, prof. UJ (ur. 1957)
- prof. Adam Fałowski (ur. 1951)
- dr hab. Anna Gildner, prof. UJ (ur. 1948)
- dr hab. Henryk Głębocki (ur. 1967)
- dr hab. Janusz Henzel, prof. UP im. KEN (1935–2022)
- prof. Roman Hromiak (Роман Теодорович Гром'як, 1937–2014)
- prof. Wiktor Jakubowski (1896–1973)
- dr hab. Ludwika Jochym-Kuszlikowa, prof. UP im. KEN (ur. 1935)
- prof. Jerzy Kapuścik(inne języki) (ur. 1948)
- prof. Ewa Komorowska (ur. 1957)
- dr hab. Agnieszka Korniejenko (1968–2021)
- doc. dr hab. Ewa Korpała-Kirszak (1936–2011)
- dr hab. Witold Kowalczyk, prof. UMCS (ur. 1949)
- prof. Hanna Kowalska-Stus (ur. 1952)
- prof. Hieronim Kubiak (ur. 1934–2024)
- prof. Paulina Lewin (1922–2015)
- prof. Wanda Laszczak (ur. 1948)
- prof. Lidia Liburska (ur. 1947)
- prof. Ryszard Łużny (1927–1998)
- prof. Halina Mazurek (ur. 1946)
- dr hab. Anna Majmieskułow, prof. UKW (ur. 1947–2024)
- prof. Leoniła Miszczenko (Леоніла Іванівна Міщенко, 1922–2007)
- prof. Andriej Moroz (Андрей Борисович Мороз, ur. 1965)
- prof. Bogusław Mucha (ur. 1945)
- prof. Włodzimierz Mokry (ur. 1949)
- prof. Florian Nieuważny (1929–2009)
- prof. Gabriela Olak-Porębina (1927–1996)
- dr hab. Ewa Krystyna Pietrzycka-Bohosiewicz, prof. UJ (1948–2022)
- doc. dr hab. Władysław Piotrowski (ur. 1931)
- prof. Jarosław Poliszczuk (Ярослав Олексійович Поліщук, ur. 1960)
- prof. Stanisław Poręba (1930–2012)
- prof. Kazimierz Prus (ur. 1951)
- prof. Anna Raźny (ur. 1944)
- prof. Janusz Rieger (ur. 1934)
- prof. Halina Safarewiczowa (1904–1980)
- doc. dr hab. Leszek Schneider (1925–1984)
- dr hab. Ewa Sławęcka, prof. UR (1937–2017)
- prof. Józef Smaga (1937–2019)
- dr hab. Barbara Stawarz, prof. UP im. KEN (ur. 1953)
- prof. Lucjan Suchanek (ur. 1937)
- prof. Tadeusz Szczerbowski (ur. 1960)
- prof. Wasilij Szczukin (ur. 1952)
- doc. dr hab. Jadwiga Szymak-Reiferowa (1931–2022)
- prof. Halina Waszkielewicz (ur. 1946)
- prof. Wiesław Witkowski (1927–2022)
- prof. Anna Woźniak (ur. 1953)
- dr hab. Urszula Wójcicka, prof. UKW (ur. 1949)

## Kierunki kształcenia
Instytut prowadzi dwustopniowe (licencjackie i magisterskie) studia w trybie stacjonarnym (dziennym) i niestacjonarnym (zaocznym). 
Obecnie w IFW UJ prowadzone są następujące studia stacjonarne:
- filologia rosyjska (od 1948) – I i II stopnia;
- filologia ukraińska (od 1990; od 2016 – filologia ukraińska z językiem rosyjskim) – I i II stopnia;
- kultura Rosji i narodów sąsiednich (od 2001) – I stopnia;
- język rosyjski w tłumaczeniach specjalistycznych (od 2019) – II stopnia;
- region karpacki: etnolingwistyka i studia kulturowe (od roku akad. 2021/22) – I stopnia.

Słuchacze studiów stacjonarnych II stopnia na specjalności filologia rosyjska mają do wyboru specjalizacje: historycznoliteracką, językoznawczą, kulturoznawczą i przekładoznawczą; na specjalności filologia ukraińska – językoznawczą, literaturoznawczą lub translatologiczną. 

## Struktura organizacyjna
Źródło
- Katedra Kultury Słowian Wschodnich[6]
- Katedra Literaturoznawstwa Rosyjskiego (od roku akad. 2019, kiedy połączono katedry: Antropologii i Komparatystyki Kulturowo-Literackiej, Literatury Rosyjskiej XX i XXI Wieku oraz Średniowiecznej i Nowożytnej Literatury Rosyjskiej)
- Katedra Językoznawstwa Rosyjskiego (do roku 2022 – Zakład)
- Zakład Ukrainistyki (do roku 2021 – Katedra)
- Zakład Komunikacji Językowej i Kulturowej

## Biblioteka
Biblioteka Instytutu Filologii Wschodniosłowiańskiej UJ jest częścią Biblioteki Jagiellońskiej; w roku 2015 weszła w skład nowo utworzonej Biblioteki Wydziału Filologicznego UJ. Od roku 2017 – wraz z biblioteką Instytutu Filologii Słowiańskiej – mieści się w gmachu przy ul. Ingardena 3. Gromadzi przede wszystkim publikacje rusycystyczne i ukrainistyczne, a także białorutenistyczne o profilu literaturoznawczym, lingwistycznym, translatologicznym, kulturoznawczym, glottodydaktycznym itp. Posiada ponad 50 000 woluminów w językach: polskim, rosyjskim, ukraińskim i białoruskim. Zalążki dzisiejszego księgozbioru powstawały w XIX stuleciu, obejmuje on cenne nabytki Katedry Literatury Rosyjskiej, działającej w latach międzywojennych, oraz zakupy i dary późniejsze, w tym tzw. bibułę. Obecnie powiększa się corocznie o ok. 1 000 woluminów.

## Adres
Instytut Filologii Wschodniosłowiańskiej

Uniwersytetu Jagiellońskiego

ul. Romana Ingardena 3

30-060 Kraków

Historyczne adresy Instytutu to: ul. Gołębia 20, ul. Manifestu Lipcowego (później Piłsudskiego) 8, VII piętro w Collegium Paderevianum przy al. Mickiewicza 9, ul. Krupnicza 35, ul. Grodzka 26, Małe Collegium Paderevianum przy al. Mickiewicza 11, ul. św. Krzyża 14, Mały Rynek 4, ul. Reymonta 4.

## Publikacje
Pracownicy Instytutu w ciągu jego istnienia ogłosili drukiem kilkaset publikacji książkowych. Obecnie w Instytucie ukazuje się pięć serii wydawniczych: 
- „Barwy Rusi” pod red. prof. Grzegorza Przebindy
- „Język i Metoda = Язык и метод” pod red. dr hab. Doroty Szumskiej, prof. UJ
- „Krakowskie Spotkania Rusycystyczne” pod red. prof. Wasilija Szczukina
- „Studia Ruthenica Cracoviensia” pod red. prof. Adama Fałowskiego
- „Wybitni Pisarze Współczesnej Literatury Rosyjskiej = Знаковые имена современной русской литературы” pod red. dr hab. Anny Skotnickiej, prof. UJ

W latach 2000–2015 ukazywała się seria „ROSJA • Myśl • Słowo • Obraz” pod red. prof. Haliny Waszkielewicz

## Konferencje
W latach 1996–1998 w Instytucie mieściło się biuro Komitetu Organizacyjnego XII Międzynarodowego Kongresu Slawistów (Kraków, 27 sierpnia – 2 września 1998), współorganizowanego przez Międzynarodowy Komitet Slawistów, Polski Komitet Slawistów i Uniwersytet Jagielloński; kongres odbył się pod patronatem i z udziałem Prezydenta RP Aleksandra Kwaśniewskiego. Program obejmował wystąpienia ponad 1200 osób z 41 krajów świata. 
Ponadto Instytut był organizatorem licznych konferencji i seminariów naukowych:
- „Dziesięć wieków rozwoju form wypowiedzi poetyckiej w literaturze rosyjskiej” (1979)
- „Oblicza Rosji” (1981)
- „Borys Pasternak i jego czasy” (1983)
- „Iwan Bunin i jego czasy” (1999)
- „Słowianie wschodni. Duchowość – Kultura – Język. W siedemdziesięciolecie urodzin Profesora Ryszarda Łużnego i Profesora Wiesława Witkowskiego” (1997)
- „Dialog sztuk w kulturze rosyjskiej” (2000)
- „Słowianie wschodni: Ukraina – między językiem a kulturą” (2001)
- „Fiodor Tiutczew a kultura duchowa jego czasów. W dwusetną rocznicę urodzin” (2004)
- „Czechow – sto lat później” (2004)
- „Spuścizna intelektualna Michała Bachtina a europejskie dziedzictwo kulturowe” (2005)
- „Dialog sztuk w kulturze Słowian wschodnich” (2006)
- „Ucraina irredenta. Literatura, kultura i język Ukrainy XX wieku” (2006)
- Od 2007 roku odbywają się cykliczne seminaria polsko-litewskie pt. „Современная русская литература: Стратегии письма и чтения” [Współczesna literatura rosyjska. Strategie pisania i czytania], organizowane wespół z Katedrą Filologii Rosyjskiej Uniwersytetu Wileńskiego
- „Polsko-wschodniosłowiańskie stosunki kulturowe. W dziesiątą rocznicę śmierci Profesora Ryszarda Łużnego” (2008)
- „Czas Gogola – 200 lat temu i dziś. W dwusetną rocznicę urodzin pisarza” (2009)
- „Miejsce Stefana Smal-Stockiego w slawistyce europejskiej” (2009)
- „Język i metoda. Język rosyjski w badaniach lingwistycznych XXI wieku” (2011)
- „Wasyl Stefanyk na tle epoki” (2011)
- „Michaił Bułhakow, jego czasy i my” (2011)
- „Język i metoda II: Analiza lingwistyczna na granicy załamania metodologicznego” (2014)[10]
- „Obce/swoje. Miasto i wieś w literaturze i kulturze ukraińskiej” (2014)
- „Tekst jako obiekt dynamiczny” (2014)
- „Od modernizmu do postmodernizmu. Literatura rosyjska XX–XXI wieku. Międzynarodowa konferencja naukowa z okazji Jubileuszu 45-lecia pracy naukowej prof. Haliny Waszkielewicz” (2014)
- „Literatura rosyjska w przekładach I: Rosyjski kanon literacki: centra i peryferie” (2015)
- „Po Czarnobylu: miejsce katastrofy w dyskursie współczesnej humanistyki” (2016)
- „Wybitni pisarze współczesnej literatury rosyjskiej I: Michaił Szyszkin” (I Международная научная конференция „Знаковые имена современной русской литературы: Михаил Шишкин”; 2016)[11]
- „Obce/swoje II. Miasto i wieś w literaturze i kulturze ukraińskiej, polskiej, białoruskiej, rosyjskiej” (2016)[12]
- „Język i metoda III: Składnia w tekście. Tekst w składni. Analiza lingwistyczna w Trójkącie Bermudzkim: Kombinatoryka – Semantyka – Składnia” (2017)[13]
- „Wybitni pisarze współczesnej literatury rosyjskiej II: Jewgienij Wodołazkin” (II Международная научная конференция „Знаковые имена современной русской литературы: Евгений Водолазкин”; 2018)[14]
- „ Wiktor Petrow-Domontowycz – mapowanie twórczości pisarza” (Міжднародна наукова конференція „Віктор Петров-Домонтович: мапування творчості письменника”; 2019)[15]

## Goście
Instytut odwiedziło wielu pisarzy z Rosji, Ukrainy i Białorusi oraz uczeni i intelektualiści z różnych krajów świata, m.in.: 
- Pisarze rosyjscy: Giennadij Ajgi, Andriej Bitow, Leonid Borodin, Iosif Brodski, Władimir Bukowski, Michaił Butow, Dmitrij Bykow, Andriej Dmitrijew, Jurij Drużnikow, Asar Eppel, Natalja Gorbaniewska, Czingiz Gusiejnow, Leonid Józefowicz, Konstantin Kiedrow, Rusłan Kiriejew, Władimir Krupin, Jurij Kubłanowski, Maja Kuczerska, Aleksander Kuszner, Władimir Makanin, Władimir Maksimow, Oleg Pawłow, Zachar Prilepin, Jewgienij Rejn, Władimir Salimon, Roman Sienczin, Andriej Siniawski, Aleksiej Słapowski, Michaił Szyszkin, Anton Utkin, Gieorgij Władimow, Jewgienij Wodołazkin, Władimir Wojnowicz
- Pisarze ukraińscy: Jurij Andruchowycz, Sofija Andruchowycz, Ołeksandr Irwaneć, Wasyl Machno, Marija Matios, Wiktor Neborak, Taras Prochaśko, Stepan Prociuk, Oksana Zabużko, Serhij Żadan
- Pisarka białoruska Natalla Babina
- Uczeni, krytycy literaccy, tłumacze: Władimir Ałpatow, Lew Anninski, Jurij Apresjan, Siergiej Awierincew, Dmitrij Bak, Paweł Basinski, Andriej Bazilewski, Andrzej Bogusławski, Andrzej Borowski, Władimir Britaniszski, Jelena Cybienko, Jurij Czajnikow, Jerzy Faryno, Piotr Fast, Fiodor Fiodorow, Ola Hnatiuk, George Gregory Grabowicz, Natalia Iwanowa, Jean-Philippe Jaccard, Borys Jegorow, Galina Józefowicz, Oleg Kling, Jerzy Kłoczowski, Maksim Krongauz, Dmitrij Lichaczow, Mark Lipowiecki (Leiderman), Michaił Łotman, Antoni Mironowicz, Andriej Niemzier, Georges Nivat, Jerzy Pomianowski, Adam Pomorski, Rostysław Radyszewski, Mykoła Riabczuk, Andrzej Romanowski, Wiesław Romanowski, Władysław A. Serczyk, Ksenia Starosielska, Witalij Szentalinski, Roman Szporluk, Walerij Tiupa, Andreas Tretner, Jelena Twierdisłowa, Borys Uspienski, Tomas Venclova, Andrzej Walicki, Ludmiła Wierbicka, Igor Winogradow, Alicja Wołodźko-Butkiewicz, Wiktor Woroszylski, Marta Wyka
- Aktorzy, reżyserzy: Nikołaj Burlajew, Jerzy Hoffman, Leonid Mozgowoj
- Podróżnik Anton Krotow
- Działaczka społeczna Natalia Sołżenicynowa, wdowa po Aleksandrze Sołżenicynie